# Хвойная (Хвойнинский район)
Хво́йная — рабочий посёлок (с 1935) в России, административный центр Хвойнинского муниципального округа на северо-востоке Новгородской области.

## География
Расположен у впадения реки Талки в реку Песь, в 290 км на восток от областного центра города Великого Новгорода и в 80 км от города Боровичи в центральной части района.

## История
Поселок городского типа Хвойная был создан на месте древнего поселения Трошово. В центре Хвойной есть остатки древнего жальника, сопки. Деревня Трошово принадлежала Крутецкому монастырю, который был основан в XVI веке на Крутой на Песи, что в семи километрах от Трошова.
По проекту строительства железной дороги Мга — Рыбинск на участке были заложены: ст. Анциферово, ст. Песь, разъезд Трошово (на месте нынешней Хвойной), участковая ст. Кушавера, разъезд Кабожа и ст. Бугры. На участковой станции Кушавера разместить все железнодорожные службы оказалось невозможным — кругом болота. Тогда разъезд Трошово сделали станцией и назвали её Хвойная. С 1927 года железнодорожные службы, которые уже были созданы в Кушавере, стали переносить в Хвойную, на левый берег реки Песь. Вместе с административными и служебными зданиями строили и жилые дома. Так начиналась станция Хвойная
К 1927 году закончилась и административно-территориальная реформа. На территории бывшего Боровичского уезда было образовано несколько районов, в том числе и Минецкий.
Некоторое время так существовали два поселения — станция Хвойная и поселок Хвойная. Каждое поселение имело свою школу, больницу, магазины, почту и т. д. Позднее оба поселка «слились», в поселок Хвойная вошла и деревня Трошово, как одна из улиц.
Постановлением Президиума ВЦИК от 8 июня 1931 года в посёлок Хвойная из села Минцы с 1 августа 1931 года был перенесён административный центр Минецкого района тогдашней Ленинградской области, переименованного при этом в Хвойнинский район. Строительство поселка началось уже на правом берегу реки Песь и строился поселок как административный центр со всеми соответствующими учреждениями и организациями.
В соответствии постановлением Президиума ВЦИК от 20 августа 1935 года пристанционный посёлок Хвойная был преобразован в рабочий посёлок.
Во время Великой Отечественной войны осенью 1941 года в Хвойной были развёрнуты госпитали; на братском кладбище, расположенном на территории посёлка, похоронено 714 советских воинов, умерших от ран. В сентябре 1941 года Хвойная стала основной авиабазой снабжения блокадного Ленинграда. В Хвойную прибыли Особая Северная авиагруппа гражданской авиации (ОСАГ) и затем авиационный полк под командованием прославленной лётчицы В. Гризодубовой.
В лесу за рекой Песь, в конце 1941 года был сформирован учебный партизанский лагерь, там работали партизанские типография и редакция, где выпускали газеты «Ленинградский партизан» — орган Ленинградского штаба партизанского движения, «За советскую Родину» и несколько экземпляров «Юный мститель».
По указу Президиума Верховного Совета СССР от 5 июля 1944 года посёлок Хвойная и весь Хвойнинский район были включены в состав вновь образованной Новгородской области.

## Население
| 1939  | 1959  | 1970  | 1979  | 1989  | 2002  | 2009  | 2010  | 2012  |
| ----- | ----- | ----- | ----- | ----- | ----- | ----- | ----- | ----- |
| 5052  | ↗7291 | ↘6973 | ↘6618 | ↗7583 | ↘6791 | ↘6194 | ↗6394 | ↘6253 |
| 2013  | 2014  | 2015  | 2016  | 2017  | 2018  | 2019  | 2020  | 2021  |
| ↘6157 | ↘6112 | ↘6111 | ↘6087 | ↘5985 | ↘5931 | ↘5768 | ↘5637 | ↗6090 |

Национальный состав
По итогам переписи населения 2020 года проживали следующие национальности (национальности менее 0,1 % и другое, см. в сноске к строке «Другие»):
| Национальность | Численность, чел. | Доля     |
| -------------- | ----------------- | -------- |
| Русские        | 5753              | 94,47 %  |
| Украинцы       | 41                | 0,67 %   |
| Азербайджанцы  | 39                | 0,64 %   |
| Армяне         | 14                | 0,23 %   |
| Лезгины        | 10                | 0,16 %   |
| Татары         | 10                | 0,16 %   |
| Чеченцы        | 9                 | 0,15 %   |
| Молдаване      | 9                 | 0,15 %   |
| Белорусы       | 7                 | 0,11 %   |
| Другие         | 198               | 3,26 %   |
| Итого          | 6090              | 100,00 % |

## Экономика
Локомотивное депо, леспромхоз, пивзавод (крупное предприятие по производству пива и безалкогольных напитков. Пиво «Хвойнинское» и другая продукция предприятия пользуется большим спросом в Новгородской области.) и другие предприятия. В окрестностях добывается гравий и песок.

## Транспорт
Через посёлок проходит однопутный Савёловский железнодорожный ход.
Автомобильные дороги соединяют Хвойную с Боровичами, Пестово и Любытино. Автобусное сообщение с городами Боровичами и Великим Новгородом.
В посёлке есть частное легковое такси, которое можно заказать по телефону.
Автобусные маршруты:
- № 1 ВРП — Горгаз (отдельные рейсы Микрорайон — Горгаз, Автостанция Хвойная — Советская ул., Советская ул. — ВРП, Советская ул. — Микрорайон)[30],
- № 101 Хвойная — Останхово (через весь посёлок),
- № 119 Хвойная — Горный,
- № 129 Хвойная — Кабожа-1,
- № 143 Хвойная — Боровичи,
- № 128 Хвойная — Песь,
- № 123 Хвойная — Дворищи,
- № 5258/260 Хвойная — Санкт-Петербург,
- № 118 Хвойная — Ракитино,
- № 124/124А Хвойная — Гусево — Хвойная,
- № 125 Хвойная — Жилой Бор,
- № 155 Хвойная — Спасово.

## Социальная сфера и общественно значимые объекты
Образование
В посёлке две средних школы:
1. Средняя школа № 1 имени Героя Советского Союза А. М. Денисова[31], основана в 1936 году[32].
2. Средняя школа № 2, организована в 1938 году как полная средняя школа № 36; в 1942—1943 годах в здании школы размещался эвакогоспиталь № 2753[33].

Здравоохранение
- Центральная районная больница
- Детский туберкулёзный санаторий

Культура
- ДК железнодорожников (теперь ДК посёлка Хвойная)
- Кинотеатр «Заря»
- Краеведческий музей[34]

СМИ
- Газета «Новая жизнь»